# Жирівська сільська рада (Пустомитівський район)
Жирівська сільська́ ра́да — адміністративно-територіальна одиниця та орган місцевого самоврядування в Пустомитівському районі Львівської області. Адміністративний центр — село Жирівка.

## Загальні відомості
Жирівська сільська рада утворена в 1939 році.
- Територія ради: 3,43 км²
- Населення ради: 1 169 осіб (станом на 2001 рік)
- Територією ради протікає річка Зубрівка

## Населені пункти
Сільраді підпорядковані населені пункти:
- с. Жирівка
- с. Ков'ярі
- с. Милятичі

## Склад ради
- Сільський голова: Пущак Микола Зіновійович
- Секретар сільської ради: Вільхова Галина Зінов'ївна
- Загальний склад ради: 20 депутатів

### Керівний склад попередніх скликань
| Прізвище, ім'я, по батькові | Основні відомості                                                 | Дата обрання | Дата звільнення |
| --------------------------- | ----------------------------------------------------------------- | ------------ | --------------- |
| Гавура Назарій Іванович     | Сільський голова, 1981 року народження, безпартійний              | 26.03.2006   | 31.10.2010      |
| Пущак Микола Зіновійович    | Сільський голова, 1984 року народження, освіта вища, безпартійний | 31.10.2010   |                 |

Примітка: таблиця складена за даними сайту Верховної Ради України

### Депутати
За результатами місцевих виборів 2010 року депутатами ради стали:

#### За суб'єктами висування
| Суб'єкт висування | Кількість обраних депутатів | %   |
| ----------------- | --------------------------- | --- |
| Самовисування     | 20                          | 100 |

#### За округами
| № округу | Прізвище, ім'я, по батькові    | Дата визнання обраним | Освіта             | Партійна приналежність | Відомості про обраного депутата                   |
| -------- | ------------------------------ | --------------------- | ------------------ | ---------------------- | ------------------------------------------------- |
| 1        | Гриб Василь Дмитрович          | 03.11.2010            | середня            | позапартійний          | приватний підприємець                             |
| 2        | Дубневич Микола Михайлович     | 03.11.2010            | середня            | позапартійний          | приватний підприємець                             |
| 3        | Ільків Олег Мар'янович         | 03.11.2010            | середня            | позапартійний          | Укртранснафта, водій-охоронець                    |
| 4        | Пигиль Стефанія Михайлівна     | 27.12.2010            | вища               | позапартійна           | Жирівська сільська рада, секретар                 |
| 5        | Пінак Андрій Іванович          | 03.11.2010            | середня            | позапартійний          | тимчасово не працює                               |
| 6        | Стецина Тарас Ярославович      | 03.11.2010            | середня            | позапартійний          | приватний підприємець, директор                   |
| 7        | Роман Наталія Іванівна         | 03.11.2010            | вища               | позапартійна           | Жирівська загальноосвітня школа І-ІІ ст., вчитель |
| 8        | Стех Наталія Ярославівна       | 03.11.2010            | вища               | позапартійна           | Жирівська загальноосвітня школа І-ІІ ст., вчитель |
| 9        | Шавель Андрій Григорович       | 03.11.2010            | середня            | позапартійний          | ВАТ"Укрнафта"" АЗС 13032, оператор 3 розряду      |
| 10       | Заріцька Марія Петрівна        | 03.11.2010            | середня            | позапартійна           | тимчасово не працює                               |
| 11       | Петрусевич Руслан Богданович   | 03.11.2010            | середня            | позапартійний          | Ашан Україна гіпермаркет, продавець-консультант   |
| 12       | Третяк Ігор Богданович         | 27.12.2010            | середня спеціальна | позапартійний          | СПЗАТ «Галичина тур», водій                       |
| 13       | Пигель Галина Григорівна       | 03.11.2010            | середня            | позапартійна           | фермерське господарство «Крижинка», бухгалтер     |
| 14       | Бакун Анна Стефанівна          | 27.12.2010            | середня            | позапартійна           | тимчасово не працює                               |
| 15       | Зелез Андрій Якович            | 03.11.2010            | середня            | позапартійний          | приватний підприємець, директор                   |
| 16       | Вільхова Галина Зіновіївна     | 03.11.2010            | середня            | позапартійна           | ОКП Львівоблради «БТІ та ЕО», технік              |
| 17       | Вільхова Леся Львівна          | 03.11.2010            | середня            | позапартійна           | приватний підприємець, директор                   |
| 18       | Шавель Іван Степанович         | 27.12.2010            | вища               | позапартійний          | ТзОВ «Ласка Лева», комерційний директор           |
| 19       | Вербівський Олег Володимирович | 27.12.2010            | вища               | позапартійний          | ТОВ «Магік», оператор «Зеніту(БФК)»               |
| 20       | Михайлюсь Марія Володимирівна  | 03.11.2010            | середня            | позапартійна           | фермерське господарство «Свято», голова           |